# Guadalupe de Ceita
João Guadalupe Viegas de Ceita (São Tomé, 4 de fevereiro de 1929 — São Tomé, 23 de outubro de 2021) foi um médico, escritor e político são-tomense, um dos heróis nacionais, sendo um dos cofundadores, reorganizadores e ideólogos do Movimento de Libertação de São Tomé e Príncipe (MLSTP) e do projeto de um São Tomé e Príncipe independente.

## Biografia
Nascido em São Tomé em 1929, Guadalupe da Ceita começou a trabalhar aos sete anos de idade ao ajudar o pai que era enfermeiro nas roças do arquipélago, conhecendo, dessa maneira, a realidade socioeconómica que o cercava.
Completou o liceu em Luanda, vindo para São Tomé, onde na altura ingressou na então Escola de Enfermagem de São Tomé (EEST; designada atualmente por Instituto Superior de Ciências de Saúde da Universidade de São Tomé e Príncipe), onde não chegou a concluir os estudos, mas serviu-lhe para entrar em contacto com os jovens são-tomenses já incorporados na luta anticolonial, conhecendo nesse período a Miguel Trovoada, Leonel Mário d'Alva, Filinto Costa Alegre e António Barreto Pires dos Santos (Oné). Reunindo-se algumas vezes, na altura de 1958, em Bobô-Forro e outras vezes em Boa Morte concordaram na criação de uma convergência de luta, que seria o fruto do Comité pela Libertação de São Tomé e Príncipe (CLSTP) e posteriormente do Movimento de Libertação de São Tomé e Príncipe (MLSTP).
Após esse período seguiu novamente para Luanda para concluir os créditos da EEST no intuito de realizar estágio em enfermagem na Casa de Saúde de Luanda (atualmente Hospital Neves Bendinha, na Quilamba Quiaxi). O médico português Luís de Figueiredo, funcionário do referido hospital, o incentivou muito a seguir para Lisboa para estudar medicina.
Seguiu para Lisboa, conseguindo se matricular em medicina, concluindo seus estudos em 1973 na Faculdade de Medicina da Universidade de Lisboa. Na Casa dos Estudantes do Império conhece os vários líderes dos movimentos anticoloniais e sua politização torna-se mais intensa.
Em 1972, no calor da Guerra Colonial Portuguesa, o CLSTP (criado em 1960 em Casabranca, Marrocos) estava desorganizado, pois Miguel Trovada, seu Secretário-Geral, havia abandonado as funções. Ceita tomou a frente como Presidente da Comissão Provisória e, numa reunião em Acra, no Gana, na casa onde estava instalado, ele, sua esposa, Virgilio Carvalho, Hugo de Menezes e António Tomás Medeiros delinearam a retomada do CLSTP, convertendo-o em MLSTP, com Medeiros como Secretário-Geral.
Em 1973 mudou-se para o Congo-Brazavile, fixando-se na cidade de Brazavile para cursar residência médica em cirurgia-geral. Seguiu, depois, para assumir como Diretor do Hospital Geral de Bata, na Guiné Equatorial.
Ao Manuel Pinto da Costa assumir como Secretário-Geral do movimento, procurou afastar a influência dos antigos líderes do MLSTP, incluindo Ceita. O resultado disso foi que ele e a sua família foram impedidos de voltar a São Tomé após a independência.
Só retornaria a São Tomé em 1980 para trabalhar com o Ministério da Educação Popular no Programa de Erradicação do Paludismo, fazendo inúmeros relatórios sobre a grave situação da saúde pública do país. Tornou-se, nesta época, Coordenador-Geral de Medicina do país.
Na mesma década é nomeado pela Organização Mundial da Saúde (OMS) como Director da Luta AntiPalúdica da Região Subsaariana e membro do Painel dos 23 Paludólogos da OMS. Coordenou projetos de planificação, avaliação de programas e de formação de quadros de luta antipalúdica especialmente em Angola, Guiné-Bissau, Guiné Equatorial, Chade, Congo-Brazavile, Madagáscar, Mali e Tanzânia.
Em 1989/1990 funda o Grupo de Reflexão (GR) que concorre nas primeiras eleições livres para o parlamento e para a presidência; apresenta-se inclusive como candidato a presidente, retirando-se em seguida. Desligou-se do partido GR quando este apoiou Trovoada e seu partido, o Partido de Convergência Democrática (PCD).
Em 1998 funda o Partido Popular do Progresso (PPP), e em 2010, já como presidente do PPP, articula a criação da aliança Plataforma Democrática (PD), uma coligação de partidos de oposição ao governo de Patrice Trovoada, da Ação Democrática Independente (ADI).
Em 2015 lançou o livro Memórias e Sonhos Perdidos de um Combatente pela Libertação e Progresso de São Tomé e Príncipe.
A 4 de junho de 2018, foi agraciado com o grau de Comendador da Ordem da Liberdade, de Portugal. Recebeu a comenda em 20 de março de 2019 no Salão Nobre da Embaixada de Portugal em São Tomé e Príncipe.
Morreu na capital são-tomense em 23 de outubro de 2021 aos 92 anos de idade, sendo sepultado no Cemitério do Alto São João em São Tomé.